# Cancrincola plumipes
Cancrincola plumipes är en kräftdjursart som beskrevs av Humes 1941. Cancrincola plumipes ingår i släktet Cancrincola och familjen Cancrincolidae. Inga underarter finns listade i Catalogue of Life.